# تودا، سایتاما
تودا در استان سایتاما در کشور ژاپن واقع شده‌است که دارای جمعیت ۱۱۸٬۵۹۱ نفر و مساحت ۱۸٫۱۷ کیلومتر مربع با تراکم جمعیت ۶٬۵۲۷ نفر در کیلومترمربع است و در تاریخ ۱ اکتبر ۱۹۶۶ به عنوان شهر شناخته شد.